# Мухика Гальо, Мигель
Мигель Мухика Гальо (исп. Miguel Mujica Gallo, 27 марта 1910, Лима, Перу — 11 августа 2001, там же) — перуанский бизнесмен и государственный деятель, премьер-министр Перу (1968).

## Биография
Родился в семье крупного перуанского предпринимателя Мануэля Мухика Гальо Поррас Карраса.
Получил сельскохозяйственное образование в университетах Лондона и Бристоля. Вернувшись в Перу, активно занимался аграрным, банковским и горнорудным бизнесом. Также был известен как профессиональный охотник и коллекционер антикварного оружия. Благодаря его коллекции золота в Лиме появился Музей золота. Коллекция Мухики Гальо выставлялась во многих странах.
В 1968 г. президент Фернандо Белаунде решил создать беспартийный кабинет во главе с Мухикой Гальо, однако на следующий день в стране произошел военный переворот. Как с юмором отметил сам политик, это было лучшее правительство страны, поскольку оно не успело сделать ничего плохого.
В 1980—1985 гг. — посол Перу в Испании.